# Split-pi-konverter
Indenfor elektronik er en boost-buck-konverter eller split-pi-konverter en switch-mode-strømforsyning, der kan producere en udgangsspænding højere, lig eller lavere end indgangsspændingen - men ikke omvendt af indgangsspændingen. I praksis er den øvre udgangsspænding begrænset til spændingen for de anvendte komponenter. Det er i bund og grund en boost-konverter (step-up) efterfulgt af en buck-konverter (step-down). Topologien og brugen af aktive kontakter i de to halvbroer gør at konverteren kan anvendes bidirektionalt, hvilket også egner sig til applikationer, der kræver regenerativ bremsning.
Split-pi får sit navn fra pi-kredsløbet på grund af brugen af to pi-filtre i serie og opdelt med halvbroer (fx med effekt MOSFETs).
I Storbritannien blev boost-buck-konverteren patenteret i 2002. Et patent udløber typisk efter 20-25 år.

## Funktionsprincip
I typisk drift, hvor en indgangsspænding er placeret ved indgangsterminalerne på venstre side, fungerer den venstre halvbro som en boost-konverter, og den højre halvbro fungerer som en buck-konverter. I regenerativ tilstand er det omvendte tilfælde, hvor venstre halvbro fungerer som en buck-konverter og højre halvbro som boost-konverter.
Kun én halvbro skifter til enhver tid for at give spændingskonvertering, med den ikke-skiftende halvbros øverste kontakt altid tændt. En lige igennem 1:1 spændingsudgang opnås med den øverste kontakt på hver halvbrokontakt tændt, og den nederste slukker. Udgangsspændingen er justerbar baseret på arbejdscyklussen.